# 283786 Rutebeuf
283786 Rutebeuf este o planetă minoră (asteroid) din Outer Main Belt⁠(d). A fost descoperită pe 21 august 2003 la Saint-Sulpice de Observatoire de Saint-Sulpice⁠(d). 
Obiectul prezintă o orbită caracterizată de o semiaxă mare de 3,9997887726433 UAi, o excentricitate de 0,11, o înclinație de 7,5 ° în raport cu ecliptica.